# 神穆王后
神穆王后（655年之前—700年）金氏，新羅第31代君主神文王的第二任夫人。第32代君主孝昭王、第33代君主圣德王的母亲。
神文王三年（683年）二月，神文王納一吉湌金欽運小女儿爲夫人，先派伊湌金文穎、波珍湌金三光定日期，以大阿湌金智常納采。五月初七日，派遣伊湌金文穎、金愷元到他家中，冊爲夫人。当天卯時，派遣波珍湌金大常、金孫文、阿湌金坐耶、金吉叔等迎來。夫人乘車至王宮北門，下車入內。孝昭王九年（700年）六月初一，神穆王后去世。十一月，孝昭王派金所毛去日本告聘文武天皇，说母亲已经过世。

## 家族
- 父亲：金歆運（?-655年）
- 母亲：瑤石公主
  - 丈夫：神文王（?-692年）
    - 儿子：孝昭王（687年-702年7月27日）
    - 儿子：聖德王（?-737年）
    - 儿子：金根質
    - 儿子：金詞宗